# Rettenbach (Oberpfalz)
Rettenbach este o comună aflată în districtul Cham, landul Bavaria, Germania.